# Stamford Bridge, East Riding of Yorkshire
Stamford Bridge är en ort och civil parish vid floden Derwent, omkring 10 kilometer öster om York, i nordöstra England, känd för slaget där den 25 september 1066. I slaget vid Stamford Bridge besegrade Harald Godwinsons här vikingarna under Harald Hårdråde, som stupade i slaget.